# Антероградна амнезія
Антероградна амнезія — розлад пам'яті, при якому людина втрачає здатність запам'ятовувати нову інформацію після того, як відбувається пошкодження головного мозку. Минулі спогади (до травми) можуть бути збережені, але нові події не фіксуються або згадуються лише на короткий час.

## Історія
Антероградна амнезія як явище була вивчена ще в 19 столітті, але її систематичний опис пов'язаний з роботами початку 20 століття.[джерело?]
Одним з перших дослідників, які детально вивчили антероградну амнезію, був Сергійо Корсаков (російський психіатр, 1887). Він описав синдром Корсакова — важкий розлад пам'яті, викликаний дефіцитом тіаміну (зазвичай через хронічний алкоголізм), який супроводжується антероградною амнезією.[джерело?]
Пізніше цей розлад вивчали Карл Лешлі (який вивчав пам'ять і роль мозку в його формуванні) і Бренда Мілнер. Мілнер найбільш відома своїми дослідженнями пацієнта Генрі Молейсона (HM), у якого розвинулася важка антероградна амнезія після видалення гіпокампу.[джерело?]

## Синдроми
Інші назви антероградної амнезії:[джерело?]
- Фіксаційна амнезія (використовується, коли мова йде про неможливість зафіксувати нову інформацію в пам'яті).
- Синдром Борна-Сіндена (рідкісний термін, пов'язаний з подібними проявами).
- Синдром Корсакова (якщо причиною є алкогольна енцефалопатія).

Хоча антероградна амнезія є окремим терміном, вона часто зустрічається в дослідженнях нейропсихології пам'яті, посттравматичних розладів і нейродегенеративних захворювань.[джерело?]

## Причини
Причини:[джерело?]
- Травми головного мозку (наприклад, струс мозку або черепно-мозкова травма)
- Інсульт
- Нейродегенеративні захворювання (хвороба Альцгеймера, деменція)
- Інфекції головного мозку (енцефаліт)
- Зловживання алкоголем (синдром Корсакова)
- Прийом деяких ліків (наприклад, бензодіазепінів)
- Операції на головному мозку

## Симптоми
Людина не може згадати нові обличчя, події, розмови. Часто повторює одні й ті ж питання. Сприйняття навколишнього світу залишається нормальним, але спогади швидко зникають.[джерело?]

## Лікування
Залежить від причини амнезії. У деяких випадках може спостерігатися поліпшення відновлення пошкоджених ділянок мозку, в інших симптоми залишаються на все життя. Реабілітація включає когнітивну терапію, використання нагадувань та навчання компенсаторним стратегіям.

## В культурі
Антероградна амнезія часто використовується у фільмах та літературі, таких як Memento або Robot and Frank.[джерело?]